# مهد الذهب
مَهدُ الذَّهَبِ وقديماً كانت تعرف باسم (معدن بني سُليم)، هي مدينة سعودية والمركز الإداري لمحافظة المهد التابعة لمنطقة المدينة المنورة، بالمملكة العربية السعودية. وتقع في الجزء الجنوبي الشرقي من منطقة المدينة المنورة على بعد (170) كلم تقريباً حالياً. وتعتبر منطقة قديمة لتعدين ذهب.

## التاريخ

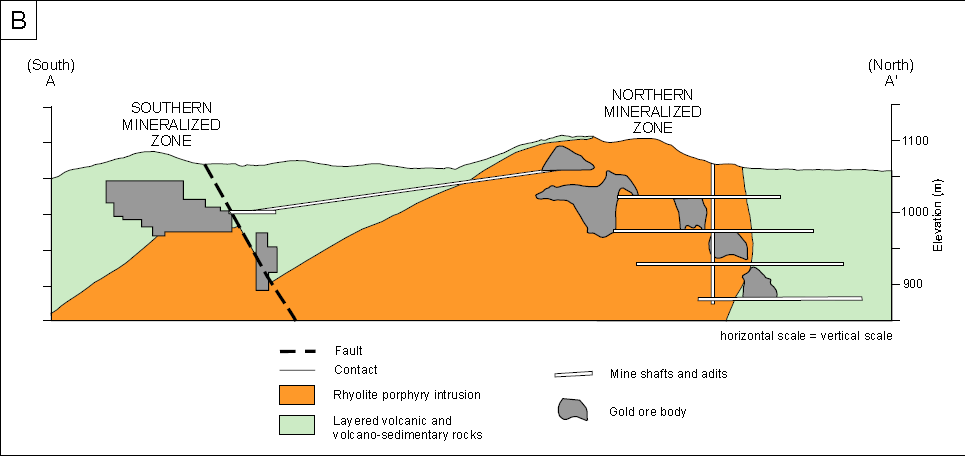
مقطع عرضي لمناجم الذهب في مهد الذهب

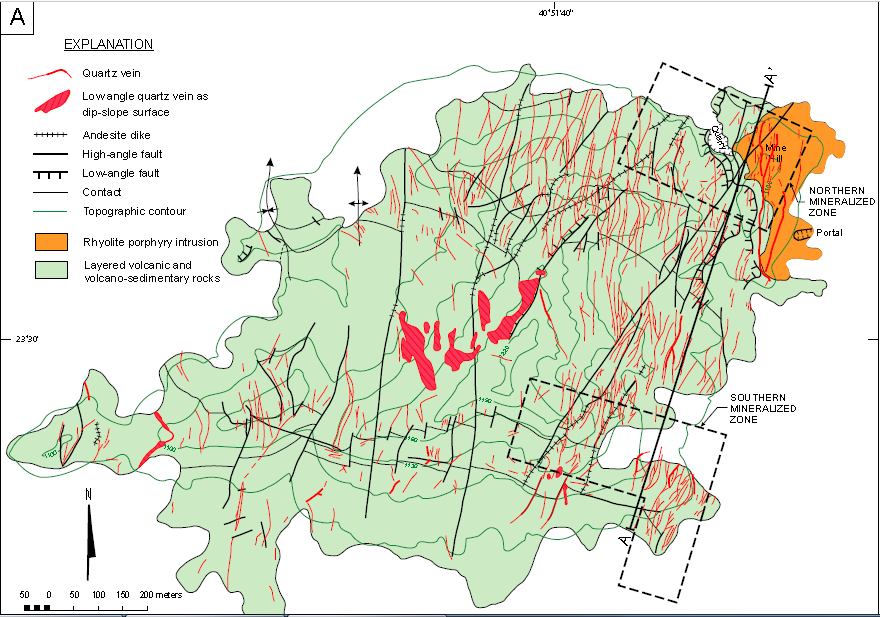
خريطة جيولوجية لرواسب الذهب في مهد الذهب

بدأ التعدين في مهد الذهب في حوالي الألفية الثالثة قبل الميلاد، واستمرّ عبر العصور، حيث استُخدم في عهد النبي محمد واستغلته قبائل بني سليم. ومن ثم ازدهر مرة خلال الخلافة الأموية، ازداد الطلب على الذهب لتلبية حاجة الدولة الأموية لسَكّ عملتها الذهبية الخاصة، وقد حدث ذلك في عهد الخليفة عبد الملك بن مروان الذي أنشأ دورًا جديدة لسَكّ العملة الإسلامية أخرى وكذلك خلال الخلافة العباسية بين عامي 750 و 1258 ميلادية حيث تُشير المصادر التاريخية إلى أن كمية الإنتاج منه بلغت نحو أربعين طنًا.
أما أحدث العمليات التعدينية، فكانت خلال الفترة من عام 1939 إلى 1954، حيث استخرجت الشركة السعودية للتعدين الذهب والفضة من المنجم باستخدام كل من التعدين السطحي والتعدين تحت الأرض. كما أجرت المديرية العامة للثروة المعدنية عمليات استكشاف إضافية للذهب في السبعينيات، عقب تعليق سعر صرف الدولار الأمريكي مقابل الذهب عام 1971 وما تلاه من ارتفاع في قيمة المعدن.
شهد منجم مهد الذهب قفزات نوعية في الإنتاج بعد تولي شركة معادن إدارته، حيث بدأت الإنتاج الحديث عام 1988. يحتوي المنجم الواقع تحت الأرض على أكثر من أربعين كيلومترًا من الأنفاق، وتُجرى عمليات الحفر على عمق رأسي يصل إلى ثلاثمائة متر من سطح الأرض. تُجري شركة معادن عمليات تعدين الذهب حتى اليوم. من المتوقع إغلاق المنجم بسبب انخفاض جودة الذهب المستخرج نتيجة نضوبه.

## سبب التسمية
يُطلق مصطلح المهد على الأرض المرتفعة، والمهد جبل شبه أحمر يُشرف على بلدة مهد الذهب من جهة الغرب، يتوفر فيه معدن الذهب بكثرة لذلك اُستثمر في العهد السعودي؛ فسمي بمهد الذهب حيث قامت باستثماره شركة أمريكية؛ فأطلق الناس على هذا الموضع المهد، وقاموا ببناء مساكن لهم في الموقع ، وتكونت حياة تجارية فيها.

## التعليم والتدريب
ما قبل التعليم العام
رياض الأطفال لا توجد إلا في نفس المحافظة وهي كالتالي:
رياض أهلية:
روضة البراعم وهي أول روضة في المحافظة.
رياض حكومية:
1. روضة ملحقة بالابتدائية الأولى للبنات
2. روضة ملحقة بالمدرسة الرابعة للبنات بالحي الشمالي.

التعليم العام
تأسست إدارة التربية والتعليم في المهد عام 1413هـ، وهي مرتبطة بشكل مباشر بالوزارة إلى أن أتى التشكيل الجديد لإدارات التعليم وتحويلها إلى مكاتب تعليم تابعة للمناطق الإدارية حيث أصبحت بعد التشكيل مكتب التربية والتعليم بالمهد وهو مرتبط بإدارة تعليم المدينة.
يشرف مكتب التربية والتعليم على أكثر من 200 مدرسة للبنين والبنات متوزعة على قرى وهجر محافظة مهد الذهب، وجميع مدارس البنين مدارس حكومية أما مدارس البنات فلا زالت تعتمد نسبياً على المباني المستأجرة.
التعليم العالي
يوجد كلية واحدة وهي كلية المجتمع تعطي درجة الدبلوم في الحاسب الآلي للبنين والبنات ويوجد مبنى البنين في حي المقيبرة ومبنى البنات في الحي الشمالي، وقد حجزت جامعة طيبة مساحة كبيرة من وراء جهة المدخل الغربي للمحافظة تمهيداً لتكون نواة للكليات في المستقبل.
التدريب
معهد التدريب المهني ويعطي درجة الدبلوم في التخصصات المهنية والحرفية وتم افتتاحه عام 1433 هـ وتبدأت الدراسة فيه من الترم الثاني من نفس العام، ويقع في الحي الجنوبي على مساحة كبيرة.

## أحياء مهد الذهب
- حي الذهب: من أشهر الأحياء حي المقيبرة ويقع في الجهة الغريبة وهو أقرب الأحياء للمنجم ويعتبر متاخم له لذا نسبة التلوث فيه عالية
- الحي المعادن: سمي بذلك نسبا لمعادن بني سليم
- الحي الشمالي: ويقع في شمال المحافظة ويعتبر ثاني أكثر الأحياء تضرراً من المنجم لقربه منه.
- الحي الجنوبي: وهو في جنوب المحافظة ويعتبر أكبر الأحياء.
- حي المخطط القديم: وهو يشمل منتصف محافظة مهد الذهب ويتجه شرقاً حتى مسجد الفقية ويعتبر هذا الحي هو بداية العمران السكاني في المحافظة.
- الحي الشرقي: وهو من الأحياء الحديثة والمرغوبة ويقع في شرق المحافظة وينقسم إلى قسمين الشرقي الشمالي والشرقي الجنوبي، ويعتبر الأخير الأكبر والأغلى ثمناً نظراً لوقوعه على مدخل المهد الشرقي والذي ينطلق منه طريق يؤدي إلى محافظة عفيف.

## الأسواق
- سوق البدو: وهو من أقدم الأسواق، وتباع فيه مستلزمات أهل البادية من حبال وأوعية وفوانيس إضافة للمواد الغذائية خصوصا الشعبية كالسمن والإقط.
- الراية: هو مركز تجاري معروف.
- السوق القديم: ويوجد في المخطط القديم أمام مبنى المستشفى السابق، ويختص هذا السوق ببيع الأزياء والخردوات.
- سوق الذهب: يتكون من ثلاث محلات موجوده داخل السوق القديم.
- سوق النساء: ويقع ضمن السوق القديم وهو عبارة عن بسطات شعبية تبيع الملابس النسائية التقليدية.
- السوق الجديد: وهو سوق حديث بمبنى مستقل ومهيأ بمواقف سيارات ويقع قبالة الحي الشمالي ويمتد من مقر المجلس البلدي شرقاً إلى قبالة مبنى بلدية المحافظة غرباً.

## الدوائر الحكومية
- دائرة المحافظة وهي الحاكم الإداري لمهد الذهب.
- مركز الشرطة.
- مركز الدفاع المدني.
- مركز مكافحة المخدرات.
- الجوازات.
- شعبة سجن المهد
- مكتب المباحث العامة.
- إدارة المرور.
- دائرة الأحوال المدنية.
- دائرة الضمان الاجتماعي.
- مكتب البريد.
- إدارة التربية والتعليم.
- فرع وزارة الزراعة.
- فرع المياه.
- فروع وزارة المالية.
- النيابة العامة.
- إدارة القطاع الصحي.
- فرع وزارة الأوقاف والدعوة والإرشاد.
- المحكمة العامة.
- كتابة عدل.
- بلدية محافظة المهد
- فرع جامعة طيبة

## الجمعيات
- جمعية تحفيظ القرآن الكريم.
- جمعية الأسرة والزواج.
- جمعية البر.
- المكتب التعاوني لتوعية الجاليات.
- المستودع الخيري.
- لجنة التنمية المحلية بمحافظة المهد